# Fundación Jorge Rando
La Fundación Jorge Rando, ubicada en la ciudad de Málaga, se constituyó en organización de naturaleza fundacional, sin ánimo de lucro, teniendo entre sus miembros honoríficos a la Universidad de Málaga. 
La finalidad principal de este proyecto es albergar un enclave destinado al estudio, investigación y difusión de la poética expresionista en todas sus vertientes, abarcando desde los decenios finales del siglo XIX hasta la contemporaneidad. La Fundación Jorge Rando pretende erigirse como uno de los referentes de esta vertiente artística a nivel internacional.

## Historia
El proyecto nace en 2006 de la iniciativa del propio artista, quien decide crear una Fundación de carácter cultural centrada en la plástica expresionista. La Fundación Jorge Rando constituye un elemento artístico que contribuye a estrechar las relaciones entre los países a través del arte y la cultura. De esta forma se establece un lugar destinado a la promoción e intensificación de los valores humanistas, cuyas puertas se encontrarán abiertas al público general.

## El convento de las Mercedarias
La Sede de la Fundación Jorge Rando se ubica en uno de los edificios históricos del barrio del Molinillo, el Monasterio de las Madres Mercedarias. Un inmueble de finales del siglo XIX cuya fachada es una muestra ecléctica del románico y el gótico.  
El Monasterio de las Madres Mercedarias fue construido según el diseño del arquitecto D. Manuel Rivera Valentín (1878), gracias a la aportación económica de su fundadora, Doña Mercedes Bisso Vidal, se inauguró en el año 1893 y está considerado un edificio emblemático de interés turístico-artístico.

## Rehabilitación del edificio
El Ayuntamiento de Málaga ejecuta un proyecto de rehabilitación y adaptación en un emblemático inmueble de la orden Mercedaria con la finalidad de que una parte del monasterio acoja el Museo Jorge Rando que alberga la sede de la Fundación del mismo nombre.
En la parte destinada a uso museístico las obras de rehabilitación parcial se emplazan desde una perspectiva de diseño vanguardista, combinando lo antiguo y lo actual, logrando una gran belleza en el resultado final.

## Proyecto
La Fundación abarcará el arte expresionista del último siglo en todas sus vertientes artísticas desde la pintura, la escultura, el grabado y la arquitectura hasta la literatura, la poesía, el cine, la danza y la música. Configurándose como una de las aportaciones espirituales más fecundas de la cultura occidental contemporánea.
Las principales actividades de la Fundación se desarrollarán a través de cuatro áreas.
La primera destinada a la Biblioteca y el Centro de Documentación dirigido al Expresionismo y al Neoexpresionismo de manera generalista pero centrado en la plástica expresionista en las vertientes de pintura, escultura, grabado y dibujo.
La segunda, que se configura como su faceta más destacada y con mayor proyección internacional, presenta las exposiciones temporales en las salas del Museo Jorge Rando. Su funcionalidad no se centrará exclusivamente en un carácter expositivo sino que amplía el propósito hacia una difusión cultural que a través de visitas concertadas con estudiantes de Primaria, Secundaria Obligatoria, Bachillerato, Universidad y al público interesado en general, ofrecerá una explicación de las muestras.
Su tercera actividad se enclava como referente en el estudio e investigación del arte y la estética del expresionismo, dotando al proyecto de un espacio para la organización de seminarios, cursos y ciclos de conferencias impartidos por figuras destacadas en los ámbitos relacionados. En este sentido, se adoptarán y establecerán acuerdos con la Universidad de Málaga. Hasta la fecha la Fundación Jorge Rando ya ha organizado numerosos encuentros, al más alto nivel, relacionadas con el arte y la estética del expresionismo, por prestigiosos profesores e historiadores de arte tales como Francisco Medina (Universidad de Málaga), Álvaro Galán Castro (Poeta), Juan Antonio Ramírez (Universidad Autónoma de Madrid), Francisco García Gómez (Universidad de Málaga), Simón Marchán Fiz (UNED), Rafael Argullol (Universidad Pompeu Fabra), Remedios Ávila (Universidad de Granada), etc.
En última instancia la Fundación presenta la ineludible intención de albergar una colección de obras cuya línea editorial esté enfocada a la divulgación de textos teóricos y ensayos diversos sobre el Expresionismo y el Neoexpresionismo. Las ediciones de la Fundación serán trilingües, y cada publicación irá provista de una introducción redactada por un estudioso en el tema o autor en cuestión.
En el ámbito de investigación la Fundación quiere mostrarse no sólo como un proyecto de promulgación del arte expresionista sino contribuir en el estudio de la misma, por ello, tiene el propósito de crear una beca de investigación con carácter anual a fin de promover el estudio de la poética expresionista en cualquiera de sus ámbitos. 
Este espacio será un lugar abierto a particulares e instituciones fomentando la formación de estudiantes y creadores.
- Datos: Q5871334